# Constant Djakpa
Constant Djakpa (n. 17 octombrie 1986, Abidjan, Coasta de Fildeș) este un fotbalist ivorian care a evoluat pentru echipa de fotbal 1. FC Nürnberg.  În Liga I a evoluat în sezonul 2007-2008 la Pandurii Târgu-Jiu, jucând în 28 de meciuri și înscriind 2 goluri.